# 龍潭交流道
24°51′42″N 121°13′23″E / 24.861713°N 121.223162°E
龍潭交流道為臺灣國道三號的交流道，位於臺灣桃園市龍潭區九龍里、中正里、龍星里、上華里交界處，指標為68k。
|          | 68 龍潭 |  | 龍潭 |
| 石門水庫 | 68 龍潭 |  |      |

## 鄰近公路
- 台3線
- 市道113號
- 市道113甲線
- 市道113乙線

## 外部連結
- 國道三號龍潭交流道示意圖 （页面存档备份，存于）（交通部高速公路局）